# Oleksandr Klymtschuk
Oleksandr Wassyljowytsch Klymtschuk (ukrainisch Олександр Васильович Климчук) ist ein Generalmajor des Sicherheitsdienstes der Ukraine, Leiter des Departements des Abwehrschutzes der staatlichen Informationssicherheit beim Sicherheitsdienst der Ukraine.

## Biografie
Am 14. Februar 2017 wurde er zum Leiter des Departements des Abwehrschutzes der staatlichen Informationssicherheit beim Sicherheitsdienst der Ukraine ernannt.
Ihm wurde am 23. März 2018 der Rang eines Generalmajors verliehen.